# ユルヘン・ファンデンブルック
ユルヘン・ファンデンブルック（Jurgen Van Den Broeck、1983年2月1日 - ）は、ベルギー、ヘレンタルス出身の自転車競技（ロードレース）選手。

## 経歴
2001年
- ジュニア世界選手権自転車競技大会・個人タイムトライアル優勝
- グランプリ・デ・ナシオン・U23部門優勝。

2004年、USポスタルサービス（2005年からはディスカバリーチャンネル）と契約を結びプロ転向。
2005年
- エネコ・ツアー総合8位。

2007年、プレディクトール・ロット（現 ロット・ベリソル）に移籍。
- ジロ・デ・イタリア初出場（総合74位）。

2008年
- ジロ・デ・イタリア総合7位。

2009年
- ツール・ド・フランス初出場、総合15位。

2010年
- ツール・ド・フランス総合5位
- クリテリウム・デュ・ドーフィネ総合4位
- バスク一周総合10位。

2011年
- クリテリウム・デュ・ドフィネ 総合4位 & 区間1勝（第1）
- ブエルタ・ア・エスパーニャ 総合8位

2012年
- カタルーニャ一周 総合3位
- フレッシュ・ワロンヌ 10位
- クリテリウム・デュ・ドフィネ 総合5位
- ツール・ド・フランス 総合4位
- UCIワールドツアー 総合14位

2013年
- カタルーニャ一周 総合9位
- ツール・ド・ロマンディ 総合7位

2016年
- チーム・カチューシャに移籍。

2017年
- チーム・ロットNL・ユンボに移籍。
- 12/31をもって引退。

## 特記事項
- リドレーの製品開発にも協力している。